# 旭州
旭州，南北朝时北周及唐朝初年设立的州。
周武帝建德六年（574年），于洮水上源的河州鸡鸣防（治所在今甘肃省碌曲县东）设置旭州。下辖通义郡金城县、广恩郡广恩县。隋文帝开皇三年（583年），废除通义郡，广恩郡。开皇十八年（598年），金城县改为美俗县，广恩县改为洮河县。隋炀帝时，美俗县改为洮源县，洮河县改为洮阳县，属于临洮郡。唐高宗仪凤二年（679年），分庆州马岭县设置西怀州（今甘肃省镇原县殷家城乡），属安化州都督府，安置党项拓跋部落，为羁縻州。唐代宗大历十四年（779年），被吐蕃占领。